# Jeremy (slak)

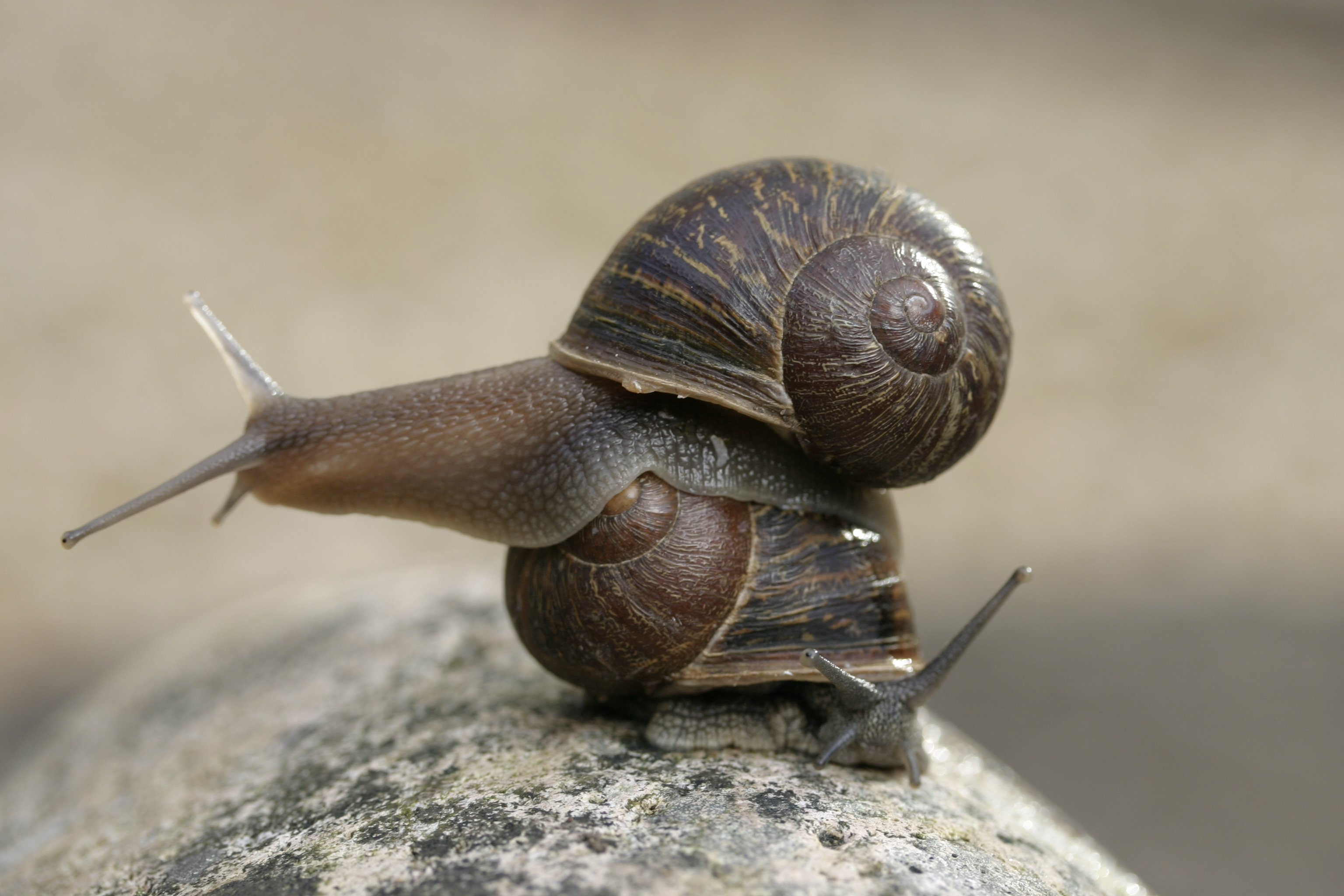
De 'linkse' Jeremy bovenop een 'normale' segrijnslak

Jeremy (Londen, voor 2015 – 11 oktober 2017) was een linkse segrijnslak (⚥), gevonden in de straten van Londen en onderwerp van onderzoek aan de Universiteit van Nottingham.
Zijn linksgewonden slakkenhuisje was het gevolg van een uiterst zeldzame genetische mutatie, die slechts bij één op de miljoen segrijnslakken voorkomt. Door zijn fysieke afwijking kon hij niet paren, tenzij hij een andere linkse slak zou vinden. Jeremy werd dan ook wereldberoemd toen een publieke oproep gedaan werd om voor hem een eveneens linkse partner te vinden.

## Levensloop
Een gepensioneerde wetenschapper vond de linksgewonden slak in het zuidwesten van Londen, welke hij voor onderzoek naar de Universiteit van Nottingham stuurde. De slak werd gedoopt tot Jeremy, vernoemd naar de linkse Britse Labour-politicus Jeremy Corbyn en een verwijzing naar zijn liefde voor tuinieren.
Vanwege de unieke positionering van het voortplantingsorgaan van 'tegen de klok in' gewonden slakken, kunnen ze alleen paren met slakken met dezelfde afwijking. Onder leiding van slakkenexpert dr. Angus Davison lanceerden de onderzoekers van de universiteit een wereldwijde oproep om een andere linkse slak als partner voor Jeremy te vinden. Er werden twee andere linkse slakken gevonden en naar de universiteit gestuurd. Er ontstond echter een driehoeksrelatie waarbij deze twee aanvankelijk niet in Jeremy geïnteresseerd waren en enkel met elkaar paarden. Hieruit kwamen 170 normale (rechtse) slakjes voort. Pas later paarde een van de twee met Jeremy en hieruit kwamen 56 nakomelingen voort, ook allemaal normale slakken met rechtsgewonden huisjes.
Jeremy stierf op 11 oktober 2017, mogelijk door uitputting, de slak was toen ten minste twee jaar oud.

### Postuum
De universiteit had in de maand van Jeremy's dood zeven linksgewonden slakken. Met deze en Jeremy's nakomelingen is het onderzoek voortgezet.
In juli 2018 werd St. Stephen, een linkse slak van de soort Cepaea nemoralis, toegevoegd aan de verzameling. Ook voor deze slak werd een oproep voor een passende partner uitgezet.

## Onderzoek naar genetische afwijkingen
De genetische mutatie van Jeremy is een zeer zeldzame afwijking in de chiraliteit. De studie van Jeremy, zijn genen en nakomelingen, moet leiden tot meer kennis over genetische markers bij mensen en andere dieren en tot inzichten in zeldzame aandoeningen zoals situs inversus en situs ambiguus waarbij de positionering van organen in het lichaam omgekeerd of misplaatst is als gevolg van genetische misvormingen.
Aangenomen wordt dat genetische mutatie in een latere generatie kan terugkomen als gevolg van een recessief gen. Bij slakken wordt gedacht dat de krulrichting van het huisje een voorbeeld is van een moederlijk effect – een eigenschap die niet wordt bepaald door het eigen genotype van het betreffende organisme, maar door het genotype van zijn moeder. In dit geval zou Jeremy's moeder (die waarschijnlijk een normaal huisje had) twee exemplaren van het recessieve gen hebben gehad, dat tot uiting kwam in Jeremy's linksgewonden huisje. Van Jeremy, met slechts één kopie van het gen, werd verwacht dat hij normale slakken op de wereld zou zetten. Deze recessieve eigenschap kan echter later in een andere generatie opnieuw verschijnen, zelfs als een vorige generatie normaal lijkt, omdat de mutatie erfelijk is.
Davison ontdekte bij Jeremy dat een gen bepaalde of het huisje van de slak naar links of naar rechts krulde. Hij merkte tevens op dat asymmetrie van het lichaam bij mensen en andere dieren door hetzelfde gen kan worden beïnvloed. Deze kennis kan mogelijk helpen bij het onderzoek naar de positionering van organen volgens genetische markers.

## Chiraliteit bij slakken
Jeremy was een voorbeeld van een zeldzame linksgewonden (sinistraal) slak in een soort die normaal gesproken rechtsgewonden (dextraal) is. Een dergelijke afwijking in chiraliteit wordt ook wel situs inversis genoemd.
Bij tuinslakken komt deze afwijking bij een geschatte een op de veertigduizend tot een op de miljoen dieren voor. Bij sommige andere  slakkensoorten komt sinistraliteit van het huisje vaker voor, en bij sommige soorten is het zelfs normaal.
Slakken met deze zeldzame afwijking sitrus inversis (in het Engels snail kings genoemd) kunnen geboren worden uit twee rechtsgewonden tuinslakken, terwijl de nakomelingen van deze king snails weer linksgewonden blijven. Dit fenomeen is een zeer illustratief voorbeeld dat erfelijkheidspatronen niet puur dominant-recessief zijn.
Hoewel slakken met sitrus inversus door hun zeldzame afwijking dus veel moeilijker kunnen voortplanten dan hun soortgenoten, zouden ze in de natuur een grotere kans van overleven hebben dan normale slakken, niet alleen omdat ze uit gebrek aan partners minder kans hebben uitgeput te raken van het paren, maar ook omdat sommige predatoren van slakken zich geen raad zouden weten met de zeldzame verschijning.